# Грациан
Вижте пояснителната страница за други личности с името Грациан.
Флавий Грациан (на латински: Flavius Gratianus) е римски император, управлявал като император на Западната римска империя в периода 375 – 383 г. и в тази си роля (наред с Теодосий I - владетел на Изтока) окончателно налага християнството като единствена държавна религия на Римската империя.

## Биография

### Първи години и разпределение на Империята
Роден е в Сирмия (днес Сремска Митровица, Сърбия) в Панония и е син на западния император Валентиниан I и Марина Севера. 
Според летописците, Грациан е бил образован човек, поет и умел оратор (говорещ красиво). Амиан Марцелин го описва (визирайки младите му години) като човек със симпатична външност и прекрасни качества на ума.
Като негов първороден син, той е обявен на 4 август 367 г. от баща си за съвладетел, в управлението на Запада, и му е дадена от него титлата август (Augustus). Впоследствие - на 17 ноември 375 г. - го наследява след смъртта му (тогава е на 16 години).
Император на Източната Римска империя в момента на възцаряването на Грациан е Валент, брат на Валентиниан I, но той скоро загива във война с готите, предвождани от Фритигерн. След като армиите в Панония издигат за император Валентиниан II – също син на Валентиниан I, но от втората му жена, Юстина, той е приет за съвместен владетел от Грациан, с което е предотвратена междуособна война. В резултат Западната империя е поделена на 2 половини, от които Грациан контролира едната (включваща Галия, Испания и Британия), а другата e фактически под властта на Юстина (регент на Валентиниан II, който започва управлението си 3-4 годишен), а после - под властта на военачалника Арбогаст - и включва Италия, Илирик и Африка. След гибелта на Валент в Битката при Адринопол, Грациан възлага управлението на останалите римски земи на Теодосий I.
В първите години след възкачването си Грациан е активен военачалник и с помощта на франките побеждава в битка алеманите по река Рейн (май 378 г.) Докато Теодосий отбранява Тракия от нахлуването на готските нашественици, Грациан ги изтласква от Панония.

### Религиозна и вътрешна политика
Грациан ревностно покровителства християнството и застава срещу римското езичество. Отнема имуществото и привилегиите на нехристиянските храмове. Отхвърля традиционните политеистични атрибути на императорите и премахва Олтара на Победата от Римския Сенат. Отказва се от традиционната титла на императорите pontifex maximus (Върховен жрец) в полза на римския епископ (папата). 
Повлиян от християнското духовенство, младият император облагодетелства интересите на Църквата и едрите земевладелци, за разлика от Валентиниан I, който привлича подкрепата на народа. Издава едикти против ересите арианство (характерно за готите) и донатизъм (разпространен в Северна Африка).
Политиката на Грациан го прави популярен сред висшите класи, но не и сред простолюдието и обикновените войници. Неговият твърд про-християнски курс засяга интересите и на част от сенатското съсловие в Рим, което все още подкрепя старата римска религия.

### Сваляне от власт
В края на живота си, Грациан губи интерес към държавните дела, отдавайки се на лов и забавления. Той настройва срещу себе си повечето пълководци, недоволни от благоразположението му към варварските наемници в армията, особено спрямо личната му охрана от алански конници, които той дори имитира с облеклото си, за голямо разочарование на римските войници.
През 383 г. избухва метеж в Британия начело с военачалника Магн Максим, който прехвърля силите си в Галия и предизвиква Грациан. Последният е изоставен от войската в Париж и бяга към Лугдунум (сега - Лион), където скоро бива заловен с предателство и убит.